# Tallinnský záliv
Tallinnský záliv (estonsky Tallinna laht) je záliv Baltského moře na severu Estonska. Záliv se otevírá k severozápadu, na východě zřetelně ohraničen Viimským poloostrovem a ostrovem Aegna, na západě jen částečně vymezen Paljassaarským poloostrovem a 8 km předsunutým ostrovem Naissaar. Pro tuto určitou neohraničenost bývá občas pod souhrnné označení „Tallinnský záliv“ zahrnován i Paljassaarský, Kopelský a Kakumäeský záliv, tedy celá mořská plocha mezi Viimským poloostrovem, Aegnou, Naissaarem a Suurupským poloostrovem.
Na jižním, jihozápadním a jihovýchodním pobřeží zálivu se rozkládá estonské hlavní město Tallinn.